# Suparna Airlines
Suparna Airlines ранее известная как Yangtze River Express Airlines Company Limited, и действовавшая под торговой маркой Yangtze River Express (кит. 扬子江快运航空公司), — китайская авиакомпания со штаб-квартирой в Шанхае (КНР), работающая в сфере грузовых и пассажирских перевозок внутри страны и за её пределами.
Портом приписки перевозчика и его главным транзитным узлом (хабом) является международный аэропорт Шанхай Пудун.

## История
Yangtze River Express была основана 15 января 2003 года в качестве второй в Китае после China Cargo Airlines грузовой авиакомпании страны. Собственниками перевозчика стали конгломерат HNA Group (85 %), его дочерняя авиакомпания Hainan Airlines (5 %) и Shanghai Airport Group (10 %). Во вновь образованную компанию были переданы все грузовые операции Hainan Airlines, China Xinhua Airlines, Chang An Airlines и Shanxi Airlines, входивших в конгломерат «Hainan Air Group» (в дальнейшем — HNA Group).
В 2006 году структура собственников изменилась: 49 % акций Yangtze River Express отошли консорциуму гонконгских компаний China Airlines, Ян Мин Хай Юнь, Wan Hai Lines и China Container Express Lines, 51 % акций остался в HNA Group. China Airlines при этом получила четверть акций китайской авиакомпании.
В 2017 году сменила название на Suparna Airlines.

## Маршрутная сеть
Грузовые
Suparna Airlines имеет разрешение на грузовые перевозки в Новосибирск, Даллас/Форт-Уэрт и Лос-Анджелес с лета 2009 года. С 2010 года компания работает на направлениях из Шанхая в Тяньцзинь (Биньхай), Прагу, Люксембург и Амстердам
Пассажирские
15 декабря 2015 года авиакомпания запустила пассажирские перевозки, выполнив свои первые регулярные рейсы на Boeing 737-800 из международного аэропорта Шанхай Пудун в международный аэропорт Гуйян Лундунбао, международный аэропорт Санья Фэнхуан и аэропорт Чжухай Саньцзао. В начале следующего года Yangtze River Express получила разрешение на организацию международных перевозок из Шанхая в Гонконг, Макао и Китайскую Республику.

## Флот

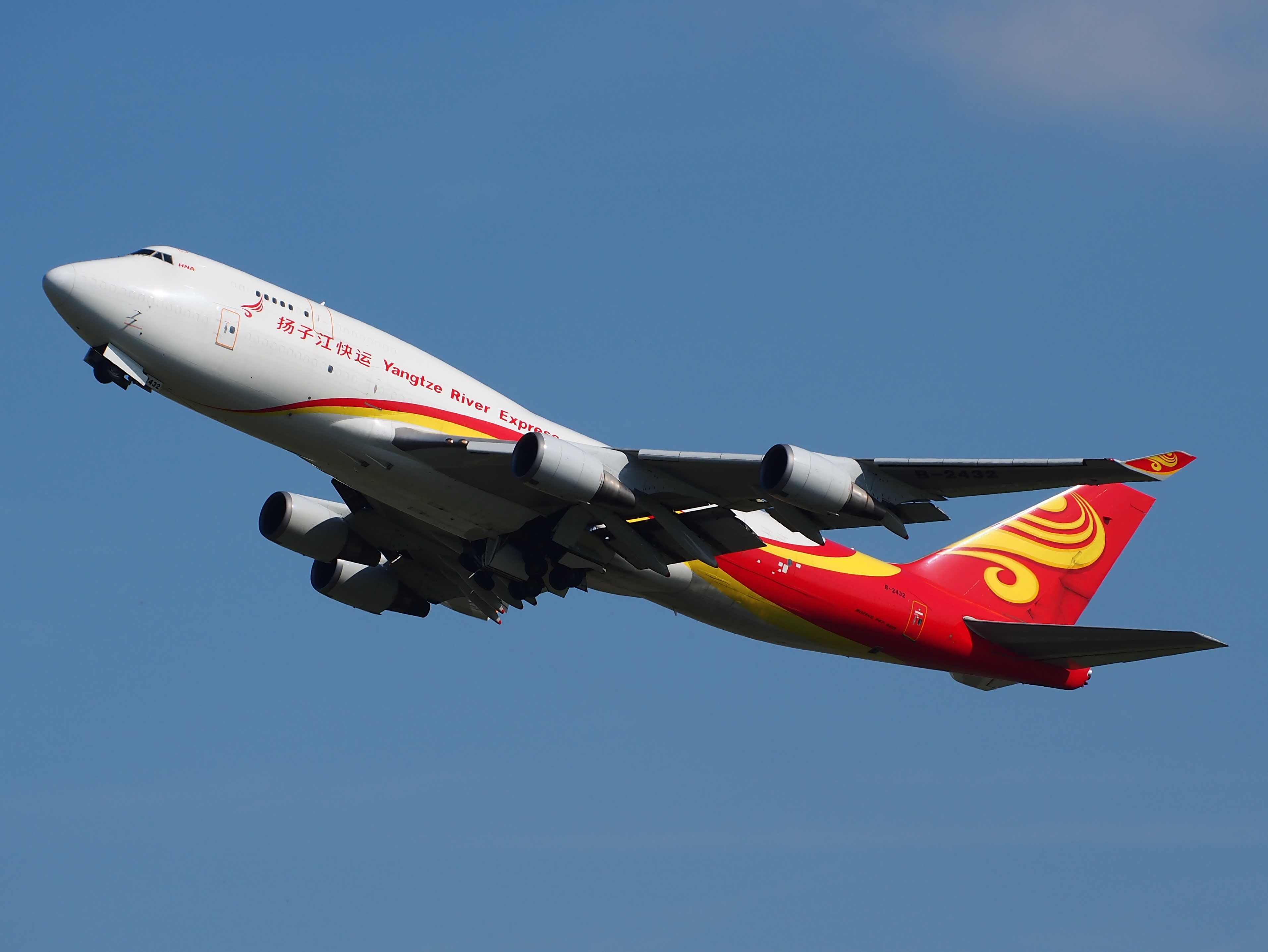
Boeing 747-400BDSF авиакомпании Yangtze River Express

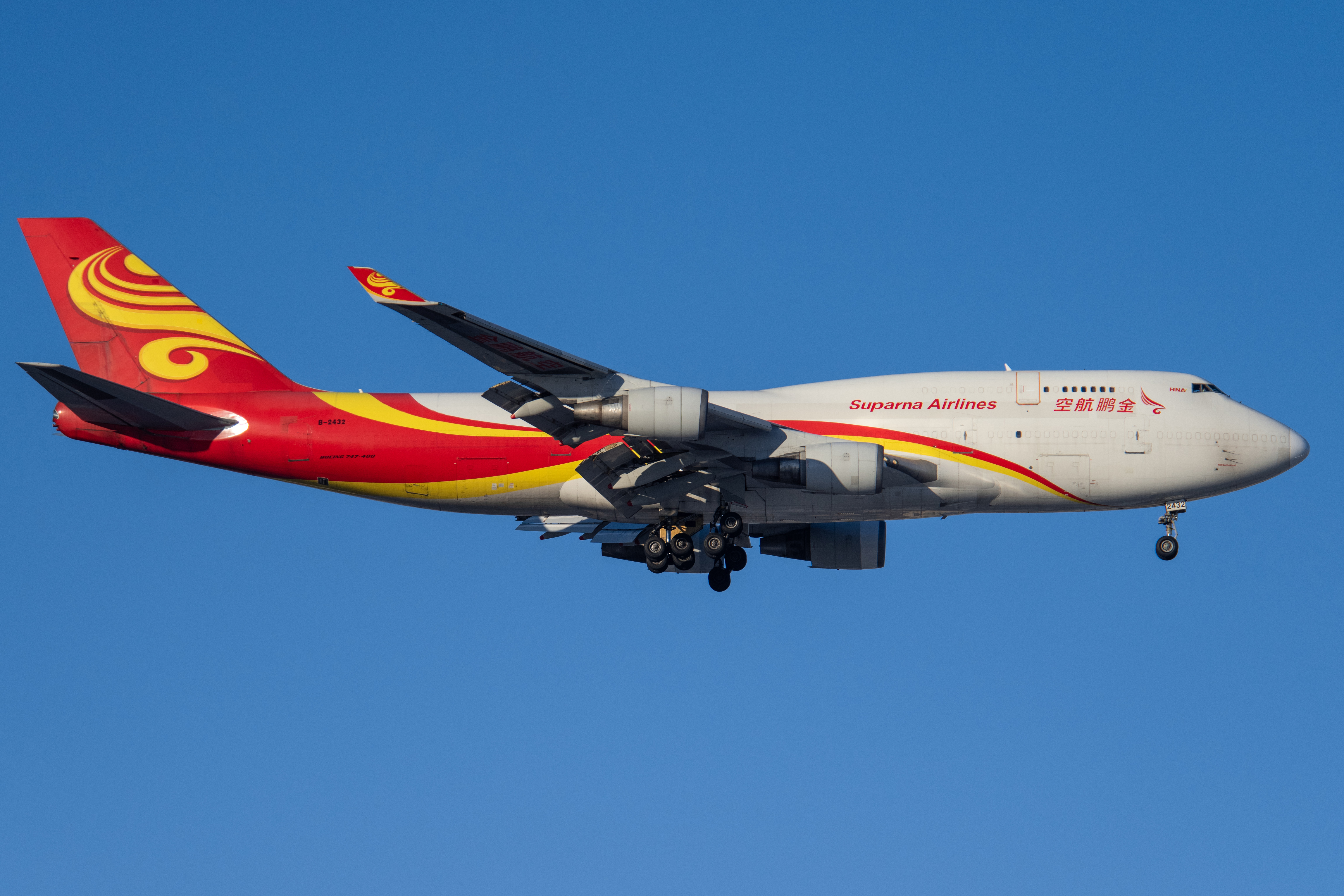
Boeing 747-400BDSF авиакомпании Suparna Airlines

В конце декабря 2015 года воздушный флот авиакомпании Yangtze River Express составляли следующие самолёты: